# おかわり自由
『おかわり自由!』（おかわりじゆう）は、1994年4月8日から1999年9月27日に新潟総合テレビで放送された料理番組。

## 概要
当時新潟市中央区上所にあった新潟総合テレビ旧本社のスタジオで生放送されていた。

## 放送時間
- 毎週月曜日 11:00 - 11:30 (JST)[注 1][2]

## 出演者
- 岡田花菜子（当時新潟総合テレビアナウンサー）
- 更科紘圀（レギュラー講師、更科料理専門学院 三条クッキングスクール校長）
- 更科和子（料理アドバイザー、同学院副校長）